# Sfetto
Sfetto (in greco antico: Σφηττός?, Sphettós) era un demo dell'Attica.
Strabone, citando Filocoro, afferma anche che Sfetto era una delle dodici città fondate in Attica dal mitico re di Atene Cecrope e che in seguito Teseo aveva unito nella città di Atene.
Si dice che gli Sfetti fossero arguti.

## Mitologia
I nomi dei demi di Sfetto e Anaflisto venivano fatti derivare da quelli dei due figli di Trezene, a sua volta eponimo dell'omonima città, che si erano allontanati dal padre per migrare in Attica: è probabile che si trovino nella stessa zona, e, dato che Anaflisto rispetto alla costa ha una posizione piuttosto meridionale, risulta probabile che Sfetto avesse una posizione più meridionale rispetto a quanto ipotizzato da Leake.
Strabone, citando Filocoro, afferma che Sfetto era una delle dodici città fondate in Attica dal mitico re di Atene Cecrope, e che in seguito Teseo aveva unito nella città di Atene.

## Collocazione
Riguardo alla sua posizione sono sorti numerosi dubbi: William Martin Leake lo collocò nella parte settentrionale dell'area nota come Mesogea, ritenendo che "Spata" possa derivare da "Sfetto". Per dare informazioni precise riguardo alla collocazione di questo demo, che si trovava o nel territorio della Paralia o in quello della Mesogea, bisogna tenere in considerazione anche altri elementi. Secondo la leggenda, Pallante, che aveva l'egemonia su questo territorio, marciò su Atene usando la via di Sfetto, probabilmente passando a nord dell'Imetto e a sud del Monte Pentelico: possiamo affermare che questa passasse da qui poiché lasciò alcune truppe a Gargetto sotto il controllo dei figli. Dato che usò quella strada, possiamo dedurre che Sfetto si trovasse al di là del passo tra il Monte Pentelico e l'Imetto. Dato che la strada succitata non poteva passare lungo la costa occidentale entrando in Atene da sud perché ciò si troverebbe in contrasto colla succitata leggenda, non si può dire con estrema precisione in che tratto dell'area al di là del passo rispetto ad Atene si trovasse questo demo: qualsiasi fosse stata la sua collocazione, Pallante per arrivare ad Atene sarebbe dovuto risalire o avrebbe dovuto discendere fino a quel passo.